# سیارک ۴۴۴۵
سیارک ۴۴۴۵ (به انگلیسی: 4445 Jimstratton، نامگذاری:1985TC) چهار هزار و چهارصد و چهل و پنجمین سیارک کشف شده‌است که در ۱۵ اکتبر ۱۹۸۵ کشف شد.